# Alfredo Pezzana
Alfredo Pezzana (Chivasso, 31 de marzo de 1893-Turín, 7 de mayo de 1986) fue un deportista italiano que compitió en esgrima, especialista en las modalidades de espada y sable.
Participó en los Juegos Olímpicos de Berlín 1936, obteniendo una medalla de oro en la prueba por equipos. Ganó tres medallas de plata en el Campeonato Mundial de Esgrima de 1930.

## Palmarés internacional
| Juegos Olímpicos   | Juegos Olímpicos  | Juegos Olímpicos | Juegos Olímpicos   |
| Año                | Lugar             | Medalla          | Prueba             |
| ------------------ | ----------------- | ---------------- | ------------------ |
| 1936               | Berlín (Alemania) | Medalla de oro   | Espada por equipos |
| Campeonato Mundial |                   |                  |                    |
| Año                | Lugar             | Medalla          | Prueba             |
| 1930               | Lieja (Bélgica)   | Medalla de plata | Espada individual  |
| 1930               | Lieja (Bélgica)   | Medalla de plata | Espada por equipos |
| 1930               | Lieja (Bélgica)   | Medalla de plata | Sable por equipos  |